# Hartoušov
Hartoušov (in tedesco Hartessenreuth) è una frazione di Nebanice, comune ceco del distretto di Cheb, nella regione di Karlovy Vary.

## Geografia fisica
Il villaggio si trova vicino al fiume Plesná, a 3 km a nord da Nebanice. Nel villaggio sono state registrate 13 abitazioni, nelle quali vivono 39 persone.
Altri comuni limitrofi sono Hněvín, Vokov, Starost e Dvorek ad ovest, Milhostov, Hluboká, Mostek, Dolní Částkov e Děvín a nord, Mostov e Chotíkov ad est ed Odrava, Obilná, Potočiště, Ava, Hlínová e Sebenbach a sud.

## Storia
La prima menzione scritta del villaggio risale al 1251, prima citata come Hatzaraad, poi come Hartusenrewt.

## Monumenti
- Cappella del 1813
- Santuario